# TP타워
TP타워(영어: TP Tower)는 대한민국 서울특별시 영등포구 여의도동에 위치한 마천루다. 옛 건물이 2020년에 철거가 완료되었고 같은 해에 착공하였고 2024년 2월에 완공되었다. 시행사는 리츠 투자 브랜드인 주식회사 코크렙티피위탁관리부동산투자회사는 코람코자산신탁이 만든 이름이다,

## 역사
옛 건물은 1982년에 준공되었다. 건물에는 사학연금회관이 있다. 2012년 이후에는 사학연금으로 간판을 교체하였다. 2019년 조감도가 바뀌었고 2020년에는 철거가 완료되었다. 10월 8일에는 기공식이 열렸다. 사학연금 서울회관을 개발하기 위해서 착공하였다. 2023년 12월 완공 목표로 하였으나 2024년 2월에 완공되었다. 완공 후 임대운영한다.

## 높이
TP타워는 지상 42층, 지하 6층으로 구성되고 전체 높이는 220m이다. 2020년대 여의도에 200m 이상의 건물이 들어선다. 2024년 완공되면 대한민국에서 48번째로 높은 건물이 되고 서울특별시에서 15번째, 여의도에서는 6번째로 높은 건물이 된다.

## 특징
여의도 사학연금회관 재건축이다. 사학연금회관 재건축 또는 사학연금 서울회관 재건축이라고 한다. 임대료가 100만원이 넘고 관리비는 5만원이다. 냉난방은 중앙 냉난방이 있다.
엘리베이터는 총 32대가 있다. 승용 29대(승객 23대, 셔틀 6대), 화물(비상화물용) 3대가 배치되어 있고 총 570대(자주식 570대)의 주차가 가능하다.

## 내부 시설
사학연금회관 등 사무실이 들어선다. 업무시설과 판매시설이 들어선다. 지상 3층에서 4층에는 정원이 만들어지고 최상층 20m 층고의 스카이가든이 들어선다.
| 층수        | 시설                                            |
| ----------- | ----------------------------------------------- |
| 42층        | 사립학교교직원연금공단                          |
| 41층        | 신한 Premier 영업부 신한투자증권                |
| 30층 - 40층 | 신한투자증권                                    |
| 29층        | 신한캐피탈 신한은행 에이펙스자산운용            |
| 28층        | 신한은행                                        |
| 27층        | 신한 Premier PWM 여의도센터 신한투자증권        |
| 23층 - 26층 | 신한자산운용                                    |
| 21층 - 22층 | 우리투자증권                                    |
| 20층        | 우리투자증권 서울영업부                         |
| 19층        | 우리투자증권 TWO CHAIRS W 여의도                |
| 18층        | 피난안전층                                      |
| 17층        | 신세계프라퍼티투자운용 교육부 신한투자증권      |
| 15층 - 16층 | 타임폴리오 자산운용                             |
| 13층 - 14층 | 한국투자증권                                    |
| 11층 - 12층 | 키움투자자산운용                                |
| 10층        | 키움인베스트먼트 키움프라이빗에쿼티             |
| 5층 - 9층   | 키움증권                                        |
| 4층         | 키움증권 영업부                                 |
| 3층         | 사립학교교직원연금공단 키움증권 어메니티 라운지 |
| 2층         | 상업시설                                        |
| 1층         | 로비 상업시설                                   |
| B2층 - B1층 | 상업시설                                        |
| B6층 - B1층 | 지하주차장                                      |

## 교통

### 지하철
- ● 수도권 전철 5호선, ● 서울 지하철 9호선 -  여의도역

## 갤러리

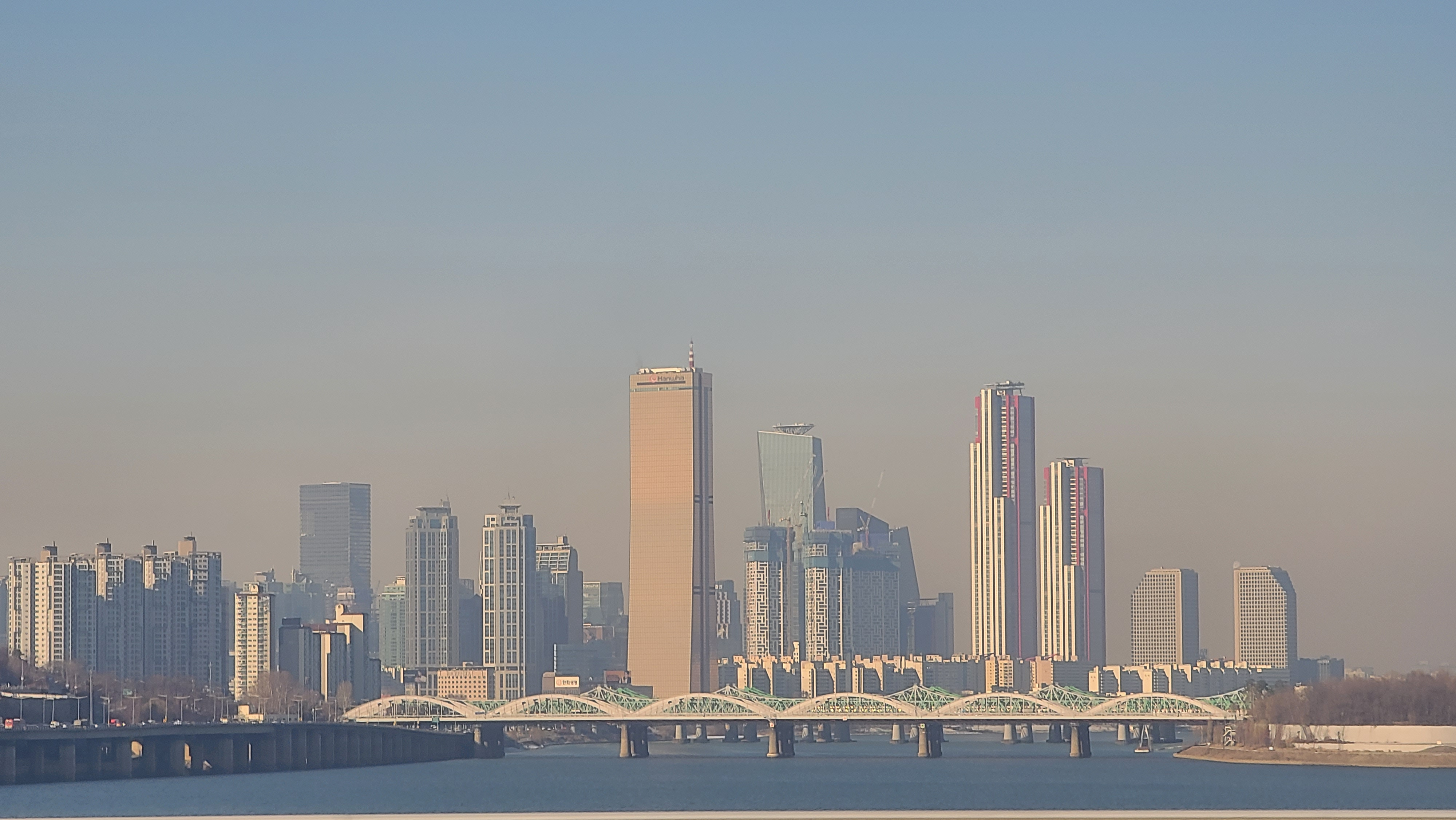
2022년 12월 20일
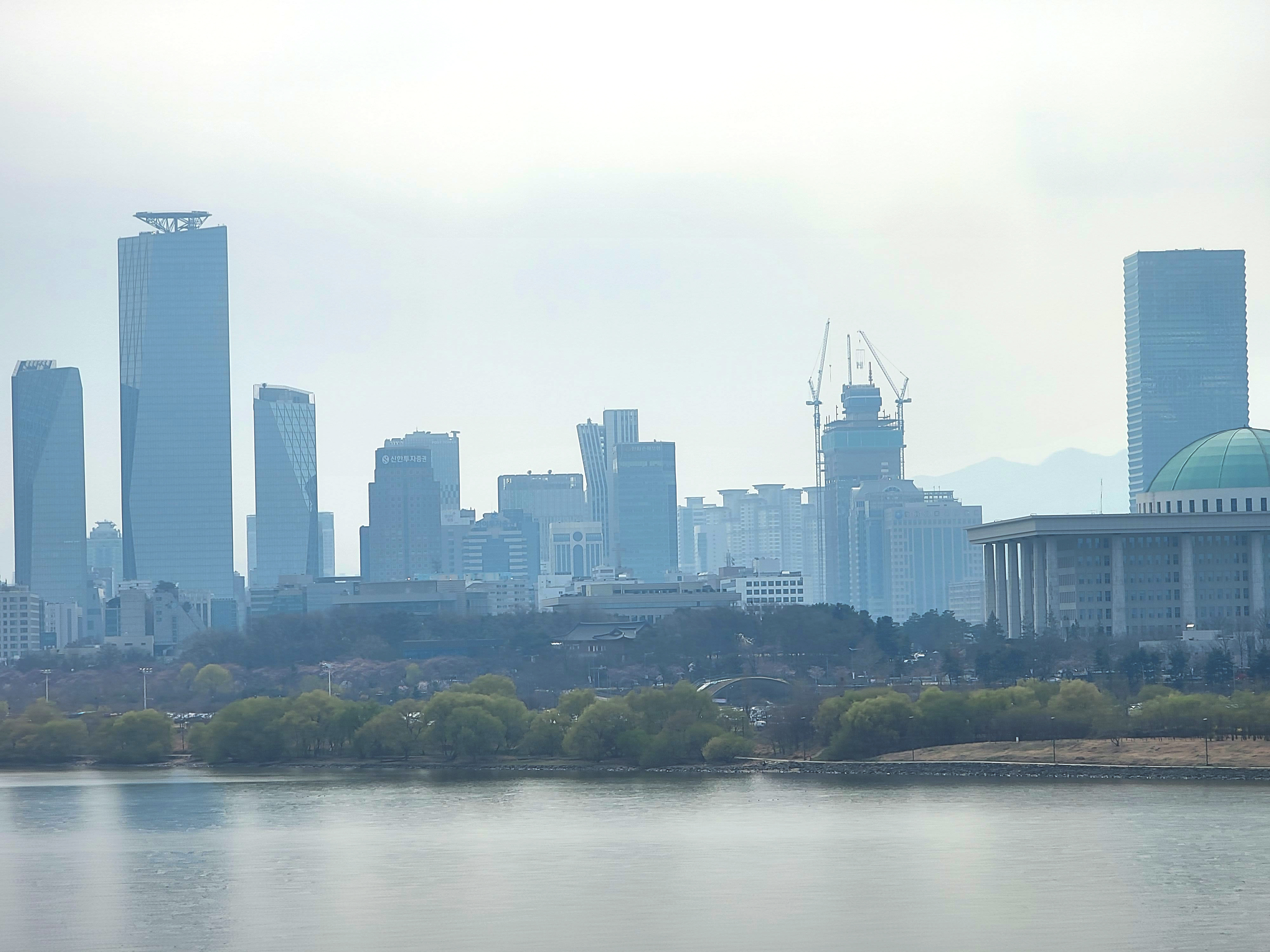
2023년 3월 28일
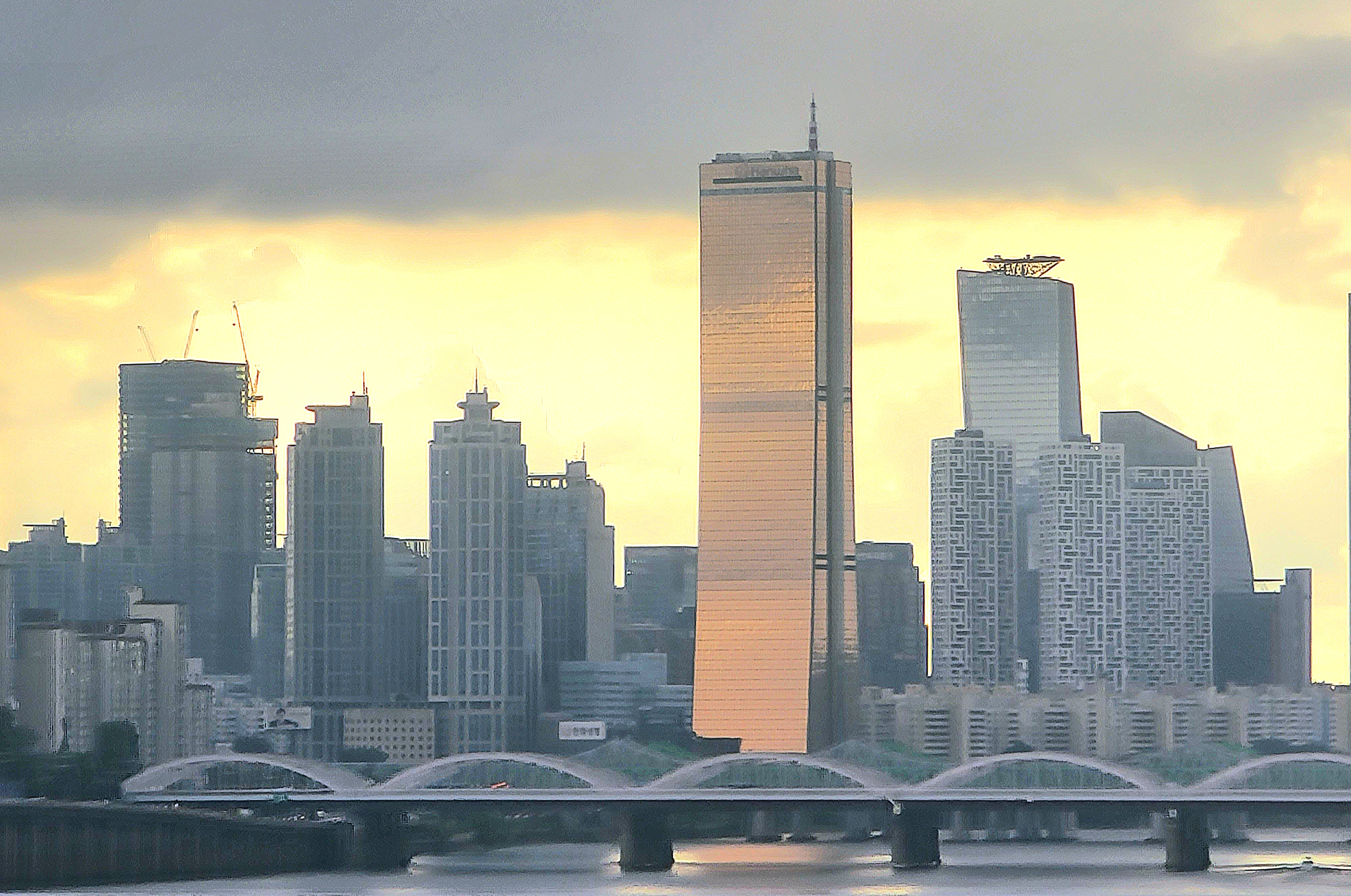
2023년 7월 26일
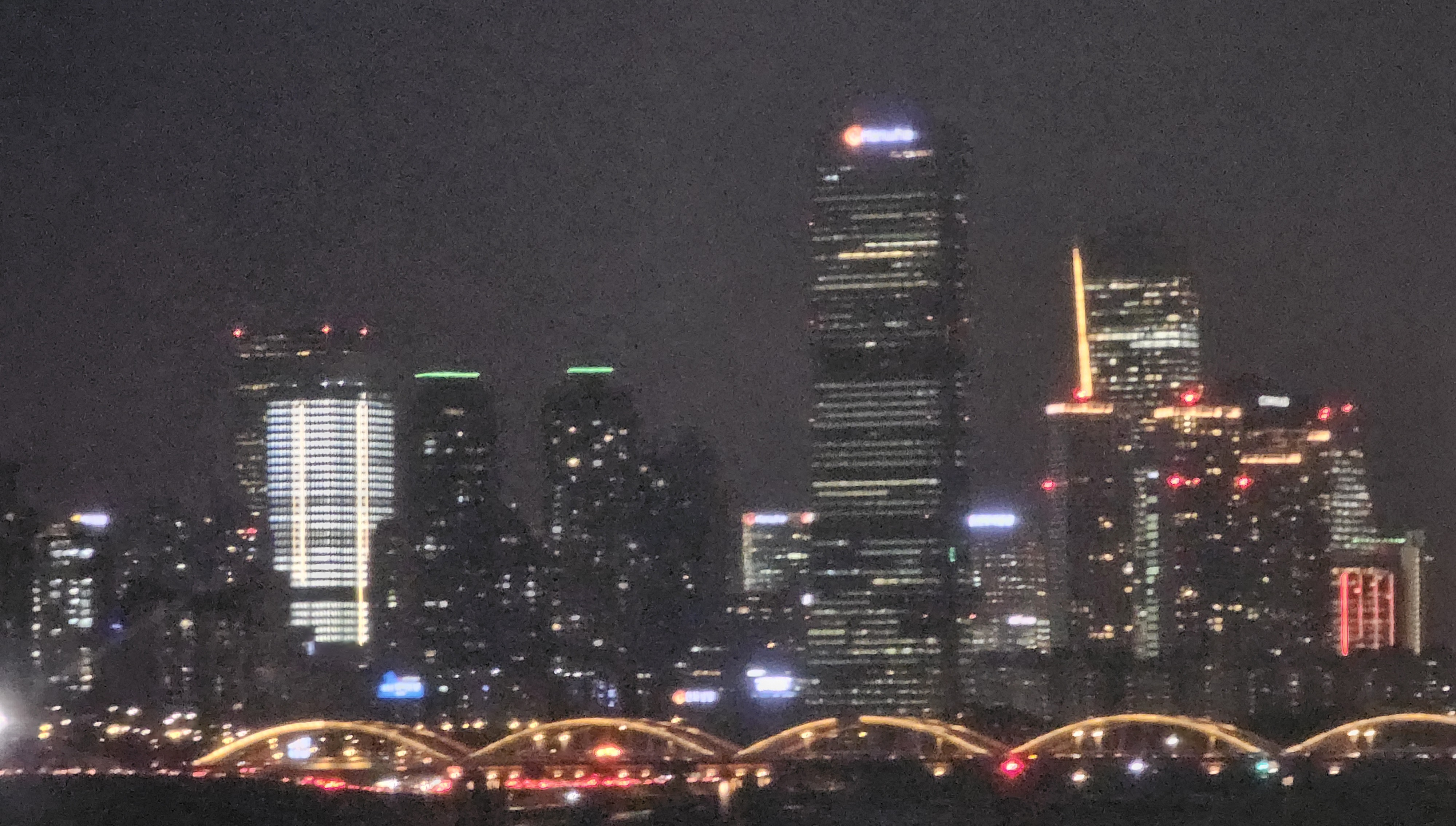
2024년 1월 15일
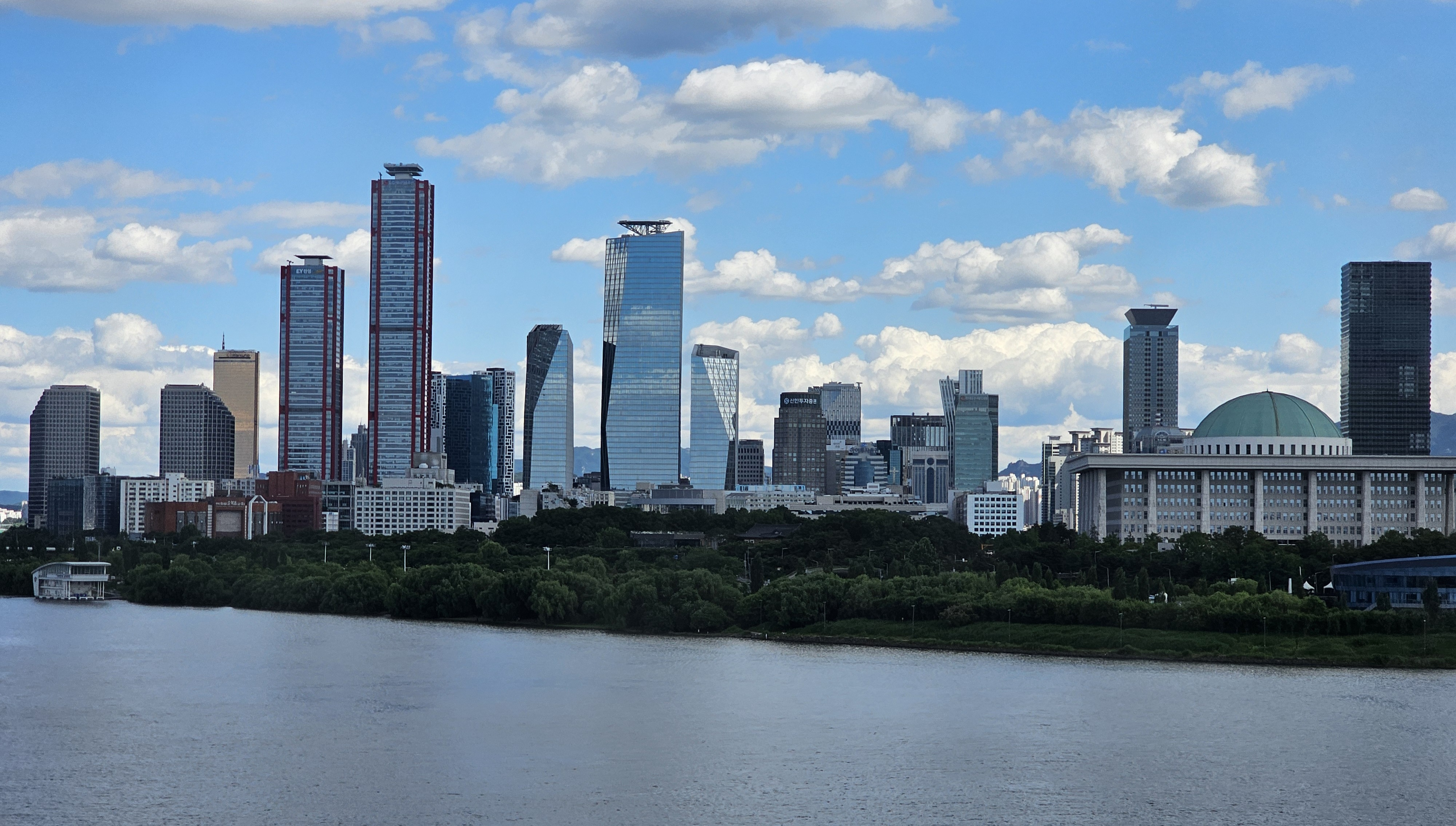
2024년 5월 28일

## 같이 보기
- 대한민국의 마천루 목록
- 서울특별시의 마천루 목록